# C.-Buddingh’-Preis
Der C.-Buddingh'-Preis (niederl.: C. Buddingh'-prijs) ist ein niederländischer Literaturpreis, der seit dem Jahr 1988 auf Initiative von Poetry International in Rotterdam jährlich an den Autor mit dem besten niederländischsprachigen Poesiedebüt verliehen wird. 
Benannt ist der Preis nach dem Schriftsteller Cornelis Buddingh (1918–1985).
Die Nominierungen werden im März bekannt gegeben, der Gewinner erhält im Juni auf dem Poetry International Festival Rotterdam seinen Preis überreicht. Das Preisgeld beträgt 1.250 Euro.

## Preisträger
- 2025: Myriem El-Kaddouri für Hier ligt de waarheid in overdaad
- 2024: Sytse Jansma für Rozige Maanvissen
- 2023: Alara Adilow für Mythen en stoplichten
- 2022: Maxime Garcia Diaz für Het is warm in de hivemind
- 2021: Wout Waanders für Parkplan
- 2020: Jens Meijen für Xenomorf
- 2019: Roberta Petzoldt für Vruchtwatervuurlinie
- 2018: Radna Fabias für Habitus
- 2017: Vicky Francken für Röntgenfotomodel
- 2016: Marieke Lucas Rijneveld für Kalfsvlies
- 2015: Saskia Stehouwer für Wachtkamers
- 2014: Maarten van der Graaff für Vluchtautogedichten[1]
- 2013: Henk Ester für Bijgeluiden
- 2012: Ellen Deckwitz für De steen vreest mij
- 2011: Lieke Marsman für Wat ik mijzelf graag voorhoud
- 2010: Delphine Lecompte für De dieren in mij
- 2009: Mischa Andriessen für Uitzien met D
- 2008: Wiljan van den Akker für De afstand
- 2007: Bernard Wesseling für Focus
- 2006: Willem Thies für Toendra
- 2005: Liesbeth Lagemaat für Een grimwoud in mijn keel
- 2004: Maria Barnas für Twee zonnen
- 2003: Jane Leusink für Mos en gladde paadjes
- 2002: Erwin Mortier für Vergeten licht
- 2001: Mark Boog für Alsof er iets gebeurt
- 2000: André Verbart für 98
- 1999: Ilja Leonard Pfeijffer für Van de vierkante man
- 1998: Erik Menkveld für De karpersimulator – zuerkannt, aber nicht übergeben
- 1997: Pem Sluijter für Roos is een bloem
- 1996: Henk van der Waal für De windsels van de sfinx
- 1995: Joke van Leeuwen für Laatste lezers
- 1994: F. van Dixhoorn für Jaagpad
- 1993: Herman Leenders für Ogentroost
- 1992: Anna Enquist für Soldatenliederen
- 1991: Michaël Zeeman für Beeldenstorm
- 1990: Tonnus Oosterhoff für Boerentijger
- 1989: kein Gewinner
- 1988: Elma van Haren für Reis naar het welkom geheten

## Nominierungen (außer Preisträger)
- 2016: Matthijs Gomperts für Zes, Jonathan Griffioen für Wijk, Sebastiene Postma für Trappen.
- 2015: Rens van der Knoop für Twee mannen spreken elkaar ongemerkt aan, Jeroen van Rooij für Niemand had er enig idee van wat er aan de hand was, Runa Svetlikova für Deze zachte witte kamer.
- 2014: Hanneke van Eijken für Papieren veulens, Josse Kok für Ik heb geslacht, Hannah van Wieringen für Hier kijken we naar.
- 2013: Iris Brunia für Laten we mijn lichaam delen, Kira Wuck für Finse meisjes, Bernke Klein Zandvoort für Uitzicht is een afstand die zich omkeert.
- 2012: Jeroen Mettes für Nagelaten werk, Max Temmerman für Vaderland, Michaël Vandebril für Het vertrek van Maeterlinck